# Wilsonia (oiseaux)
Pour les articles homonymes, voir Wilsonia.
Genre
Wilsonia est un ancien genre de passereaux de la famille des Parulidae. Il est aujourd'hui obsolète.

## Étymologie
Le nom de ce genre commémore l'ornithologue Alexander Wilson (1766-1813).

## Taxinomie
Avant son démantèlement, dans la classification de référence (version 2.10, 2011) du Congrès ornithologique international, ce genre contenait les espèces suivantes :
- Paruline à capuchon — Wilsonia citrina (Boddaert, 1783)
- Paruline à calotte noire — Wilsonia pusilla (A. Wilson, 1811)
- Paruline du Canada — Wilsonia canadensis (Linnaeus, 1766)

À la suite des travaux de génétiques de Lovette et al. (2010), les espèces de ce genre ont été déplacées vers les genres Cardellina (Paruline du Canada et Paruline à calotte noire), et le genre Setophaga (Paruline à capuchon). Si les deux premières sont très proches parentes, la troisième est une parente éloignée.